# Mendoza C-1934
La Mendoza C-1934 era una metralladora lleugera similar a la M1918 BAR produïda en Mèxic. Utilitzava munició de 7x50mm Mauser, que emmagatzemava en un carregador de 20 bales situat sobre l'arma.
Rafael Mendoza produïa metralladores per a l'Exèrcit Mexicà a principi de 1933 i totes les seves produccions eren famoses pel seu baix pes i construcció barata, sense sacrificar la qualitat. Utilitzaven un cilindre de gas que donava una petita impulsió al pistó, i amb un forrellat similar al de la Metralladora Lewis, que rotava i conduïda per dues camares afegides al mecanisme. El model C-1934 afegia un mètode més simplificat de desmuntatge, simplement extraient el pin de seguretat, la culata i la part de darrere del rebedor podien ser doblegades cap a sota i permetre que el forrellat i el pistó s'extraguessin cap enrere.